# Cryptogrammoideae
Cryptogrammoideae is een onderfamilie binnen de lintvarenfamilie (Pteridaceae), een familie van varens met drie geslachten en ongeveer zestig soorten.
In België komt één soort van deze onderfamilie voor, de gekroesde rolvaren (Cryptogramma crispa).

## Naamgeving en etymologie
De botanische naam Cryptogrammoideae is ontleend aan het geslacht Cryptogramma.

## Taxonomie
De onderfamilie is voor het eerst beschreven door Smith et al. (2006), weliswaar nog onder de naam Cryptogrammaceae. Volgens deze opvatting omvat de onderfamilie drie geslachten en ongeveer zestig soorten die eerder in de aparte families Cryptogrammaceae, Coniogrammaceae en Llaveaceae waren opgenomen:
- Geslachten:
  - Coniogramme  - Cryptogramma  - Llavea

### Beschreven soorten
Van de onderfamilie Cryptogrammoideae worden de volgende soorten in detail beschreven:
- Geslacht: Cryptogramma
  - Soorten:
    - Cryptogramma crispa (Gekroesde rolvaren)